# Паркинсон, Бен
Бен Паркинсон (англ. Ben Parkinson; родился 10 марта 2005, Дарем) — английский футболист, нападающий клуба «Ньюкасл Юнайтед».

## Клубная карьера
Уроженец Дарема, Паркинсон выступал за футбольную академию клуба «Ньюкасл Юнайтед» с семилетнего возраста. Летом 2023 года подписал с клубом профессиональный контракт. 11 ноября 2023 года дебютировал в основном составе «сорок», выйдя на замену в матче Премьер-лиги против «Борнмута».